# Bolborhinum shajovskoyi
Bolborhinum shajovskoyi är en skalbaggsart som beskrevs av Martinez 1952. Bolborhinum shajovskoyi ingår i släktet Bolborhinum och familjen Bolboceratidae. Inga underarter finns listade.